# Bucsai mészárlás
A bucsai mészárlás az orosz fegyveres erők által elkövetett háborús bűnök sorozata az ukrán Bucsa városában, az ország orosz inváziójának ideje alatt. Ukrán adatok szerint több mint 400 civilt megöltek a városban. Ukrajna népirtásnak nevezte az eseményt. Mind Oroszország és Ukrajna is kérte a Nemzetközi Büntetőbíróságot, hogy vizsgálják ki az eseményeket. Az orosz kormány tagadta, hogy megtörtént volna a mészárlás, az erről készült képeket és videókat provokációnak vagy megrendezett eseménynek nevezte.

## Jelentések az eseményekről

### Az orosz offenzíva idején
Az ukrán sajtó szerint az orosz erők 2022. március 4-én megöltek három ukrán civilt, akik egy autóban ültek, miután egy kutyamenhelyre szállítottak élelmet. Március 5-én 7:15-kor az orosz katonák észrevettek két, autóval menekülő családot a város utcáin. A katonák tüzet nyitottak az autókra, megölve egy férfit a második autóban. Az első autót is eltalálták, két gyerek és az anyjuk is meghalt a támadásban.

### Az orosz kivonulás után

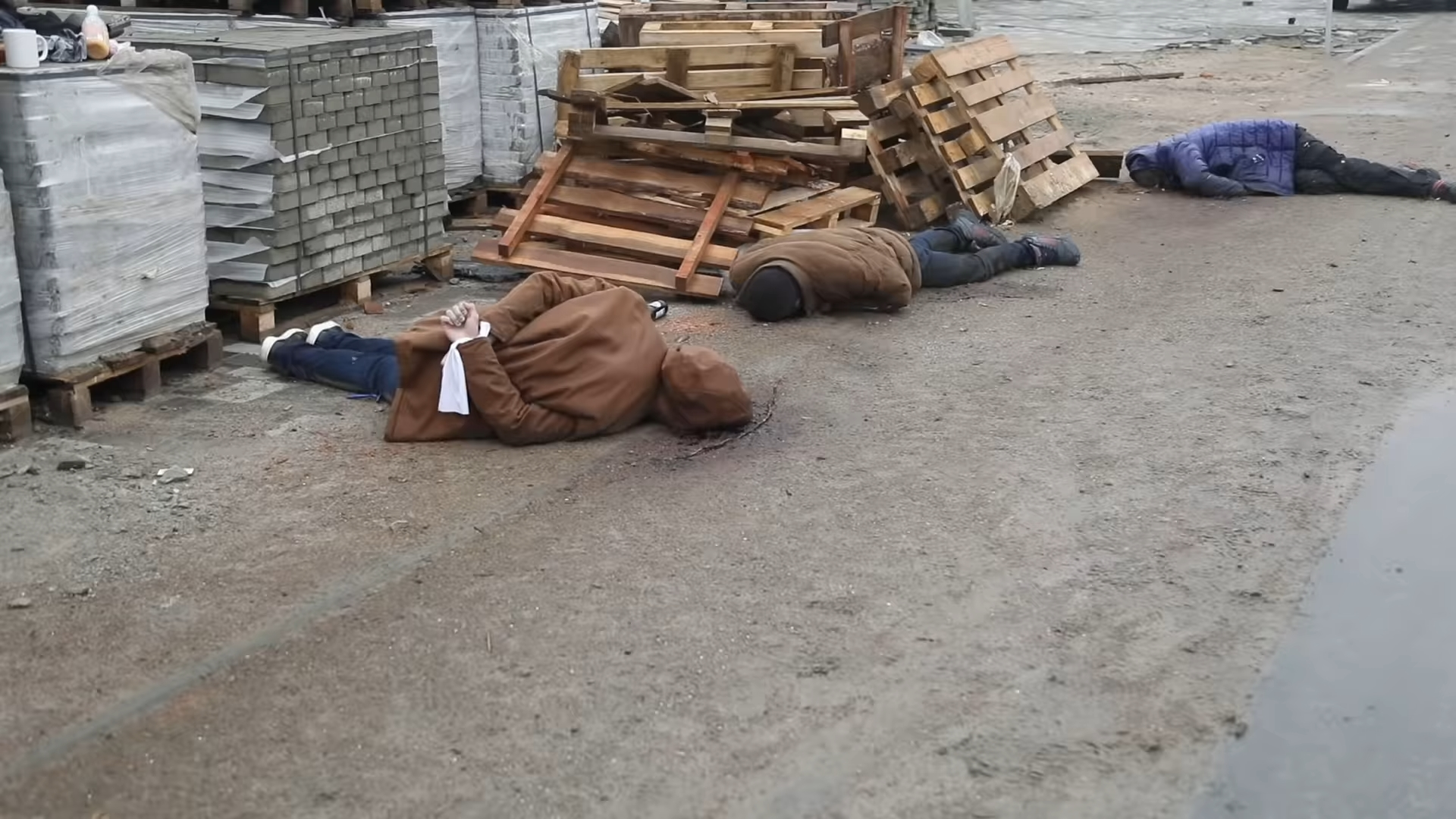
Halott civilek 2022. április elején

Az orosz kivonulás utáni első felvételeket április 2-án posztolták közösségi média oldalakon; ezeken több civil halottat is lehetett látni. Bucsa polgármestere szerint több száz orosz katona testét is megtalálták a régióban. Több videó is megjelent, ami bizonyítékként szolgálhat arról, hogy az orosz jelenlét idején a hadsereg háborús bűnöket követett el. A The Times szerint egy pincében tizennyolc megcsonkított férfi, nő és gyermek testét találták meg. Ugyanebben a pincében az ukrán hadsereg által kiadott felvételen egy kínzókamrát is lehetett látni, több testről is hiányoztak fogak és fülek, ami arra utal, hogy ilyen módszerekkel kínozták az itt elhunyt civileket. Más meggyilkolt civilek testét az utcákon hagyták.
A város lakossága és polgármestere azt mondta, hogy az áldozatokat orosz katonák gyilkolták meg. Úgy tűnt, a legtöbb áldozat mindennapi teendőit végezte a gyilkosságok idején, többek is bevásárlószatyrokat cipeltek. Egyes felvételeken halott civileket lehet látni összekötözött kézzel, vagy éppen egy bicikli mellett fekve. A városba érkező újságírók sok civil ruhába öltözött testet fedeztek fel, legalább egy tucatot. A CNN, a BBC és az AFP is kiadott felvételeket a bucsai utcákon és kertekben talált holttestekről, gyakran összekötött kézzel vagy lábbal. A BBC szerint egyes esetekben fejbe lőttek, míg máskor tankokkal ütöttek el embereket az orosz erők. Április 2-án az AFP jelentése szerint legalább 20 civil halottat találtak az utcákon.
Az ukrán sajtó szerint a fotók arra utalnak, hogy az orosz erők előre eltervezetten, szisztematikusan öltek meg ukrán férfiakat. A The Kyiv Independentben kiadott jelentés szerint találtak egy férfit és két vagy három meztelen nőt egy paplan alatt, akiket az orosz katonák megpróbáltak elégetni, mielőtt elhagyták volna a várost. Ukrán információk szerint a nőket megerőszakolták, és testüket megégették. A The Guardian azt írta szemtanúk jelentése alapján, hogy az orosz hadsereg járműveiken ukrán gyerekeket használt pajzsként.
A Human Rights Watchnak adott interjúban helyi lakosok a következőt mondták az orosz tartózkodás idejéről: az orosz katonák ajtóról ajtóra jártak, kikérdeztek embereket, elpusztították vagyontárgyaikat és ellopták ruháikat, hogy ők maguk viselhessék azokat. Az HRW szerint több emberre is rálőttek, mikor megpróbálták vízért vagy ételért elhagyni házukat, és az orosz hadsereg visszaküldte őket a házakba, annak ellenére, hogy sokan fűtés és élelem nélkül maradtak az elpusztított infrastruktúra miatt. Orosz hadijárművek rálőttek több házra is a városban, és megtagadták a sérültek ellátását. Egy tömegsírt ástak a helyi áldozatoknak, és törvénytelen kivégzéseket folytattak. Az HRW azt írta, megkérdőjelezhetetlen bizonyítékuk van, hogy legalább egy alkalommal kivégzéseket hajtottak végre az orosz katonák.
Civilek azt mondták, hogy nagyon sokan a pincében bújtak el, mivel féltek az orosz katonáktól. Hetekig nem rendelkeztek fűtéssel vagy elektromossággal, gyakran gyertyákat használtak a víz felmelegítéséhez és főzéshez. Csak akkor hagyták el a házat, mikor biztosak lehettek benne, hogy az oroszok elhagyták a várost.
Egy helyi lakos szerint az orosz katonák ellenőrizték az emberek iratait, és megölték azokat, akik részt vettek a kelet-ukrajnai háborúban, vagy akik ukrán nacionalista vagy szélsőjobboldali tetoválásokkal rendelkeztek. Ugyanezen szemtanú szerint az utolsó héten már megöltek bárkit, akivel találkoztak az utcákon.